# Vinaixa (kommunhuvudort)
Vinaixa är en kommunhuvudort i Spanien.   Den ligger i provinsen Província de Lleida och regionen Katalonien, i den östra delen av landet, 400 km öster om huvudstaden Madrid. Vinaixa ligger 474 meter över havet och antalet invånare är 574.
Terrängen runt Vinaixa är varierad. Runt Vinaixa är det glesbefolkat, med 19 invånare per kvadratkilometer. Närmaste större samhälle är Montblanc, 16,1 km öster om Vinaixa. 